# Hobøl
Hobøl – norweskie miasto i gmina leżąca w regionie Østfold.
Hobøl jest 364. norweską gminą pod względem powierzchni.

## Demografia
Według danych z roku 2005 gminę zamieszkuje 4557 osób. Gęstość zaludnienia wynosi 32,42 os./km². Pod względem zaludnienia Hobøl zajmuje 212. miejsce wśród norweskich gmin.
| ludność stan na 1 stycznia 2005 |         |           |       |
|                                 | kobiety | mężczyźni | razem |
| osób                            | 2286    | 2271      | 4557  |
| %                               | 50,16%  | 49,84%    | 100%  |

| wykształcenie stan na 1 października 2004 |        |         |        |        |
|                                           | podst. | średnie | wyższe | niezn. |
| osób                                      | 769    | 1993    | 640    | 76     |
| %                                         | 22,11% | 57,3%   | 18,4%  | 2,19%  |

## Edukacja
Według danych z 1 października 2004:
- liczba szkół podstawowych (norw. grunnskolar): 4
- liczba uczniów szkół podst.: 657

## Władze gminy
Według danych na rok 2011 administratorem gminy (norw. rådmann) jest Bjørn Sjøvold, natomiast burmistrzem (norw. ordfører, d. borgermester) jest Kjell Håvard Jensen.